# Rikthyvel

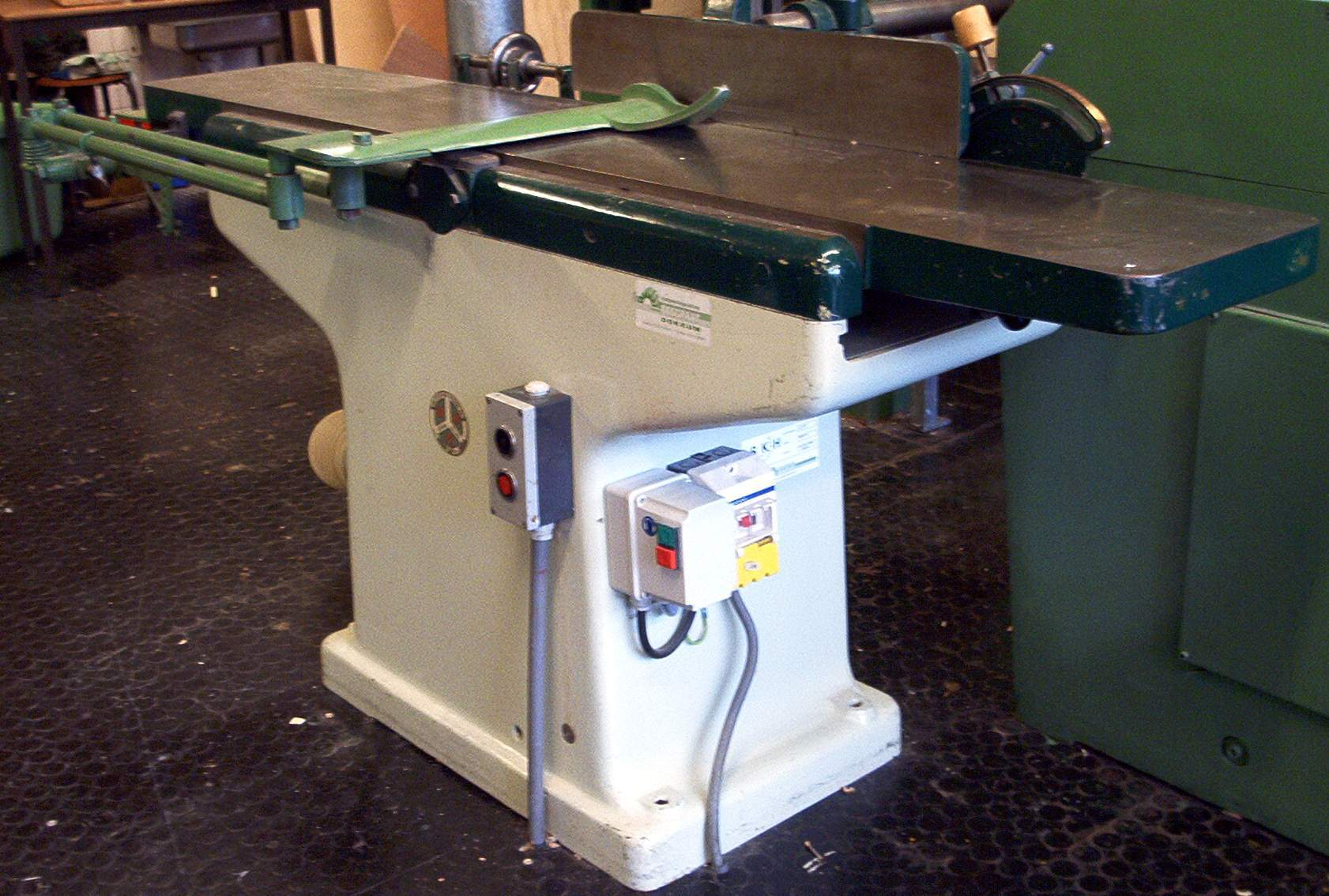
Rikthyvel med suvaskydd och anhåll.

Illustration där man kan se att utmatningsbordet är något förhöjt gentemot inmatningsbordet. Hyvelstålen är i plan med utmatningsbordet.

Rikthyvel är en hyvelmaskin för träbearbetning utrustad med ett anhåll i 90 graders vinkel över den horisontella kuttern (det roterande verktyget). Kutterns längd begränsas av bredden av rikthyvelns arbetsbord. Maskinen används för att rikta upp ämnen längsmed deras ena sida eller två av varandra valfria vinklar med det ställbara vinkelanhållet, och även för att hyvla upp skeva arbetsstycken av trä .
Rikthyvel skall ej förväxlas med planhyvel (som är en annan typ av kutterhyvel) eller solohyvel.
Det förekommer olika kombinerade rikt- och planhyvlar, kallade kombinationsmaskiner.